# 郁保四
郁保四，是小说《水浒传》中的人物，身长一丈，腰阔数围，绰号“险道神”。郁保四乃青州地面强人，曾经抢了梁山泊的马匹送与曾头市。宋江攻打曾头市时与其折箭为誓，既往不咎，投降梁山泊。梁山泊英雄排座次，郁保四位居第一百零五位，掌管专一把捧帅字旗。征方腊中与孙二娘一起被方腊手下杜微的飞刀所伤，不幸身亡。

## 影视形象
- 2011年版《水浒传》：葛子
- 2012年电影《险道神郁保四》：姚雨鑫